# جوزيف كاسبار
جوزيف كاسبار هو رسام سويسري، ولد في 17 فبراير 1799 في Rorschach, Switzerland ‏ في سويسرا، وتوفي في 22 فبراير 1880.